# Joseph Schmidt
Joseph Schmidt (Dawideny, 4 marzo 1904 – Girenbad, 16 novembre 1942) è stato un tenore e attore austro-ungarico, vittima dell'Olocausto.

## Biografia

### Carriera artistica
Figlio di genitori ebrei ortodossi di lingua tedesca, crebbe a Dawideny e Czernowitz nella regione della Bucovina, che allora apparteneva all'impero austro-ungarico e fu ceduta alla Romania dopo la prima guerra mondiale. Nel 1940 una parte venne ceduta all'Unione Sovietica; i luoghi citati oggi si trovano in Ucraina. 
Già da bambino cantava come cantore nella sinagoga. Iniziò gli studi nel 1924 alla Scuola di Musica Reale a Berlino con il professor Weißenborn. La piccola statura (soltanto 1,53 m) gli precluse una grande carriera sul palcoscenico, ma dal gennaio 1939 poté interpretare Rodolfo ne La bohème al teatro lirico di Bruxelles, cui seguì una tournée con tappe a Liegi, Gent, Anversa, Brügge, Courtraus, Ostende e Verviers. Nel giro di un anno interpretò questo ruolo 24 volte. Conquistata la fama, incise numerosi dischi e tra il 1929 ed il 1933 cantò alla radio di Berlino in 38 trasmissioni liriche.

### Fuga e morte
Dopo la prima del suo film Ein Lied geht um die Welt (Una canzone va per il mondo), il 9 maggio 1933 dovette fuggire dalle persecuzioni naziste, prima a Vienna, quindi nel 1938 negli stati del Benelux e in seguito in Francia.
In quanto ebreo tedesco venne internato nella Francia del sud. Dopo alcuni tentativi falliti, riuscì a scappare in Svizzera nel settembre 1942. Stremato dalla fuga, ebbe un collasso in strada a Zurigo, dove venne riconosciuto e, come profugo illegale (nel 1942 era stata emessa una legge secondo la quale gli ebrei in Svizzera non erano rifugiati politici), portato nel campo d'internamento di Girenbad. Dopo poco tempo venne ricoverato nell'ospedale cantonale di Zurigo, dove gli fu curata un'infiammazione alla gola, ma venne rifiutata una visita medica per i forti dolori che accusava nella regione cardiaca. Dichiarato ufficialmente guarito, Schmidt venne dimesso il 14 novembre 1942, dovendo così tornare nel campo d'internamento. Due giorni dopo morì di sincope cardiaca in un ristorante a Waldegg, nelle vicinanze; una lapide posta al di fuori del locale lo ricorda. Soltanto un giorno dopo venne firmato il permesso di lavoro che ne avrebbe consentito la liberazione.
È sepolto nel cimitero ebraico Unterer Friesenberg a Zurigo.

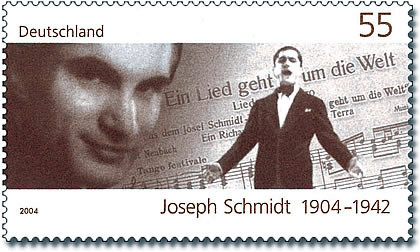
Francobollo per il 100º anniversario della nascita del tenore Joseph Schmidt (poste tedesche 2004)

Nel 1958 fu girato un film sulla sua vita (La storia di Joseph Schmidt). Il ruolo principale fu interpretato da Hans Reiser. 

## Intitolazioni
Nel 2004, per il centesimo anniversario della nascita, gli è stata intitolata la scuola di musica nel quartiere Adlershof a Berlino e le  poste tedesche hanno emesso un francobollo a lui dedicato del valore di 55 centesimi.
Il 22 gennaio 2008 gli è stato intitolato l'asteroide 168321.

## Filmografia
- Der Liebesexpreß (Eight Days of Happiness, titolo inglese; girato in Germania, 1931)
- Goethe lebt...! (È ancora vivo Goethe...!, trad.; girato in Germania 1932)
- Ein Lied geht um die Welt (My Song Goes 'Round The World, titolo inglese; girato in Germania 1933)
- Wenn du jung bist gehört Dir die Welt (Quando sei giovane possiedi il mondo, trad.; girato in Austria, 1934)
- Ein Stern fällt vom Himmel, regia di Max Neufeld (1934)
- Heut ist der schönste Tag in meinem Leben (Oggi è il giorno più bello della mia vita, trad.; Austria, 1936).